# La vie est un miracle
Pour plus de détails, voir Fiche technique et Distribution.
La vie est un miracle (Живот је чудо, Život je čudo) est un film franco-italo-serbe réalisé par Emir Kusturica, sorti en salles en 2004.

## Synopsis
Bosnie, 1992. Luka, ingénieur serbe venu de Belgrade avec sa femme Jadranka, chanteuse d'opéra, et leur fils Milos, s'est installé dans un village au milieu de nulle part afin d'y construire la ligne de chemin de fer qui transformera la région en haut lieu touristique.
Concentré sur son projet et aveuglé par son optimisme naturel, il ne prête pas attention aux grondements de la guerre, de plus en plus proche. Milos est appelé sous les drapeaux et Jadranka a quitté le foyer pour aller vivre avec monsieur Cuhaj, un cymbaliste hongrois.
Sans perdre son optimisme, Luka attend le retour de sa femme et de son fils, mais le temps passe et Jadranka ne revient pas. Pire encore, Milos a été fait prisonnier. Les militaires serbes confient alors à Luka la garde de Sabaha, otage musulmane destinée à être échangée contre son fils. Entre eux, une idylle amoureuse va rapidement naître. Lassée de son musicien, Jadranka retourne finalement auprès de Luka mais découvre Sabaha. Une violente dispute éclate entre les deux femmes et la jeune musulmane s’enfuit. Luka part alors à sa recherche. Ils se retrouvent et projettent de quitter le pays afin de vivre leur passion amoureuse en toute tranquillité. Alors qu’ils s’apprêtent à traverser la Drina, Sabaha se fait tirer dessus et est gravement blessée.
La guerre prend fin, Sabaha, qui a échappé de justesse à la mort est reconduite dans son pays tandis que Milos retrouve sa famille. La paix semble revenue, Jadranka, Milos et Luka retrouvent leur maison. Mais Luka, désespéré d’être séparé de Sabaha, s’enfuit et tente de se suicider en s’allongeant sur les rails.

## Fiche technique
Sauf indication contraire, les informations mentionnées dans cette section peuvent être confirmées par les bases de données cinématographiques  présentes dans la section « Liens externes ».
- Titre original : Живот је чудо (Život je čudo)
- Réalisation : Emir Kusturica
- Scénario : Ranko Bozić et Emir Kusturica, sur une idée de Gordan Mihić
- Musique : Emir Kusturica et Dejan Sparavalo
  - Interprétation par le No Smoking Orchestra
- Photographie : Michel Amathieu
- Montage : Svetolik Mika Zajc
- Direction artistique : Radoslav Mihajlovic
- Décors : Milenko Jeremic
- Costumes : Zora Popovic
- Production : Emir Kusturica, Maja Kusturica, Alain Sarde
- Pays de production :  Serbie,  France,  Italie
- Langues originales : serbe, anglais, allemand, hongrois
- Genre : comédie dramatique, guerre
- Durée : 152 minutes
- Dates de sortie :
  - France : 14 mai 2004 (Festival de Cannes et sortie nationale simultanée)
  - Belgique : 30 juin 2004

## Distribution
Sauf indication contraire, les informations mentionnées dans cette section peuvent être confirmées par les bases de données cinématographiques  présentes dans la section « Liens externes ».
- Slavko Štimac (VF : Pierre Laurent) : Luka
- Nataša Tapušković (en) (VF : Agathe Schumacher) : Sabaha (créditée Natasa Solak)
- Vesna Trivalić (en) (VF : Ivana Coppola) : Jadranka
- Vuk Kostić (en) (VF : Stéphane Vasseur) : Milos
- Aleksandar Berček (en) (VF : Denis Boileau) : Veljo
- Stribor Kusturica (VF : Philippe Valmont) : Capitaine Aleksic
- Nikola Kojo (en) (VF : Mathieu Buscatto) : Filipovic
- Mirjana Karanović : Nada
- Branislav Lalević (VF : Jean-Claude Sachot) : le premier maire
- Davor Janjic : Tomo
- Adnan Omerovic : Eso
- Obrad Djurovic : Vujan
- Nele Karajlić : M. Cuhaj, le cymbaliste (crédité Dr. Nelle Karajlic)
- Dana Todorović (en) : la reporter de SF TV (créditée Danica Todorovic)
- Vanessa Glodjo : l'infirmière qui fume une cigarette (créditée Vanesa Glodjo)
- Josif Tatić (en) : le premier docteur
- Dragan Zurovac : l'entraîneur de football
- Dejan Sparavalo : le chef d’orchestre

## Production

### Tournage
Le film est tourné à Küstendorf, le village qu'Emir Kusturica a fait construire en Serbie.

### Musique
C’est la deuxième fois que le No Smoking Orchestra signe une musique de film après Chat noir, chat blanc, mais cette fois Emir Kusturica prend directement part à la composition aux côtés du violoniste Dejan Sparavalo. Trois membres du No Smoking Orchestra font par ailleurs partie de la distribution du film : Stribor Kusturica, Nele Karajlić et Dejan Sparavalo, respectivement batteur, chanteur et violoniste du groupe.
La musique est presque entièrement enregistrée avant le début du tournage puis retravaillée si nécessaire sur le montage final.
Deux quintettes à cordes sont crédités en tant que musiciens additionnels pour la bande originale : le Belotti Quintet et le Disonanta Quintet.
Par ailleurs, dans le film, un soldat tire une roquette avec son bazooka et se met à chanter The End des Doors ; on peut alors y voir une référence au film Apocalypse Now de Francis Ford Coppola.

## Distinctions
- Festival de Cannes 2004 :
  - Prix de l'Éducation nationale
  - Mention spéciale de la Palme Dog pour le chien acrobate
- Festival du film de Melbourne 2004 : Prix du public
- Globes d'or 2005 : meilleur film européen
- César 2005 : meilleur film de l'Union européenne (ex æquo avec Just a Kiss de Ken Loach)
- Festival de Sofia 2005 : Prix du meilleur film des Balkans